# Goma
Goma este capitala și cel mai mare oraș al provinciei Nord Kivu din regiunea de est a Republicii Democrate Congo. Este situat pe malul nordic al lacului Kivu și are granițe cu Șeferia Bukumu la nord, Rwanda la est și Teritoriul Masisi la vest.
Orașul se află situat chiar în Riftul Albertin, ramura vestică a Riftului Est-african, și se află la doar 13-18 km la sud de vulcanul activ Nyiragongo. Cu o suprafață de circa 75,72 km2, orașul avea în 2022 o populație estimată la aproape 2 milioane de oameni, dintre care cel puțin 500.000 de persoane strămutate.

## Istoric
Istoria recentă a orașului Goma a fost dominată de activitatea vulcanică și de genocidul din Rwanda din 1994, care, la rândul lui, a alimentat Primul și al Doilea Război Congolez. Aceste evenimente încă aveau efecte asupra orașului și a împrejurimilor sale în 2010. Orașul a fost capturat de rebelii Mișcării 23 martie în timpul rebeliunii M23 de la sfârșitul anului 2012 și apoi recucerit de forțele guvernamentale congoleze.
În ianuarie 2025, orașul a fost din nou obiectivul unei noi ofensive a grupului M23, cunoscută ca bătălia de la Goma.

## Organizare
Goma este împărțită din punct de vedere administrativ în două municipalități urbane: Goma și Karisimbi, care sunt subdivizate în continuare în 18 „cartiere”. Orașul găzduiește mai multe repere notabile, inclusiv Aeroportul Internațional Goma, Parcul Național Virunga, inclus în Patrimoniul Mondial UNESCO, instituția co-educațională creștină privată Universitatea Adventistă din Goma, Universitatea din Goma și este, de asemenea, înconjurat de lanțul vulcanic activ Virunga, care include vulcanii Nyamulagira, Nyiragongo, Mikeno, Visoke, Gahinga, Karisimbi și Sabinyo. Goma găzduiește și Festivalul anual Amani, Universitatea Liberă a Țărilor Marilor Lacuri, care sprijină inițiativele de dezvoltare locală, precum și centrul cultural regional și școală de artă, Foyer Culturel de Goma.